# صورة

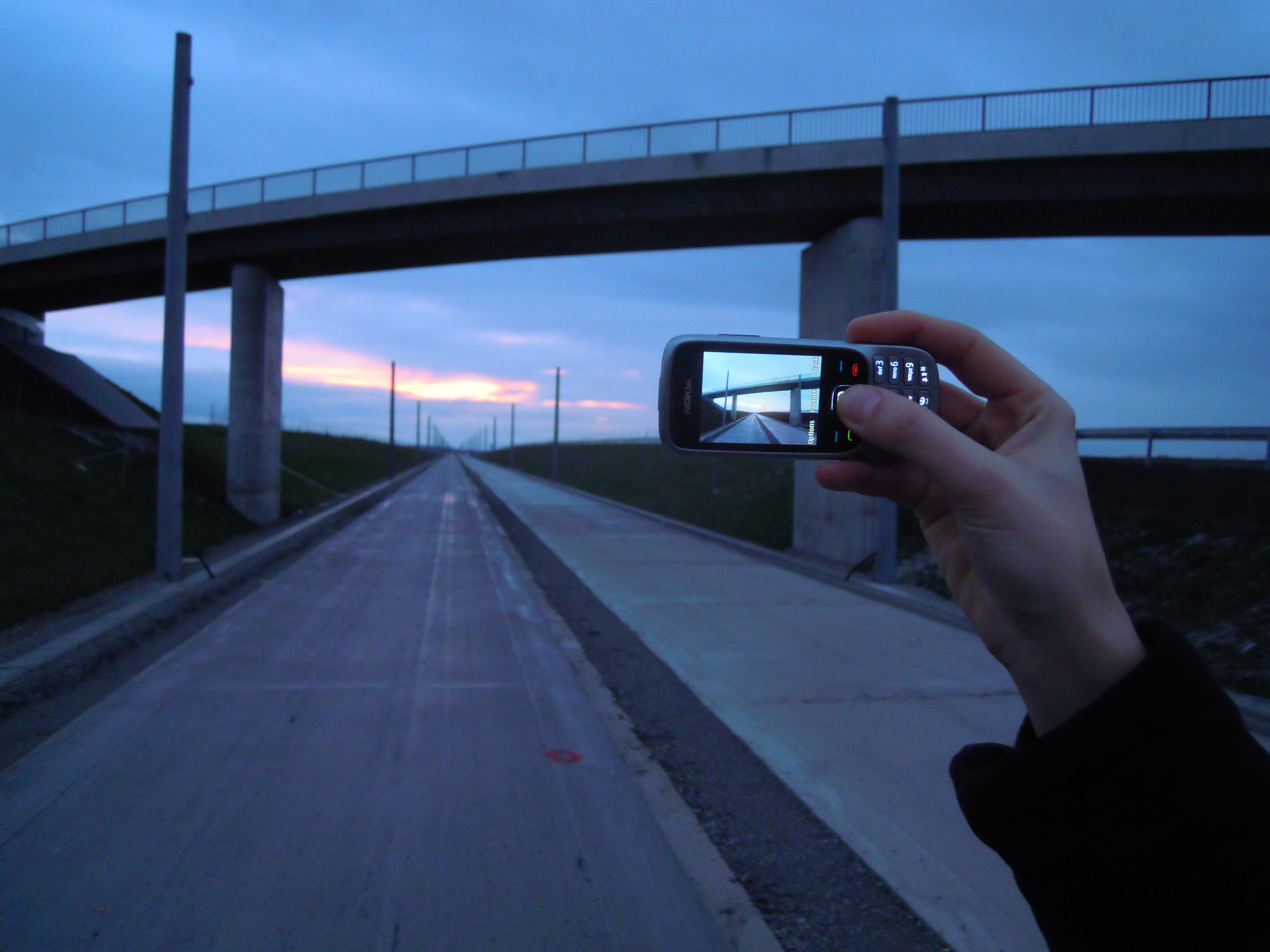
التقاط صورة للبيئة المحيطة بواسطة كاميرا هاتف محمول

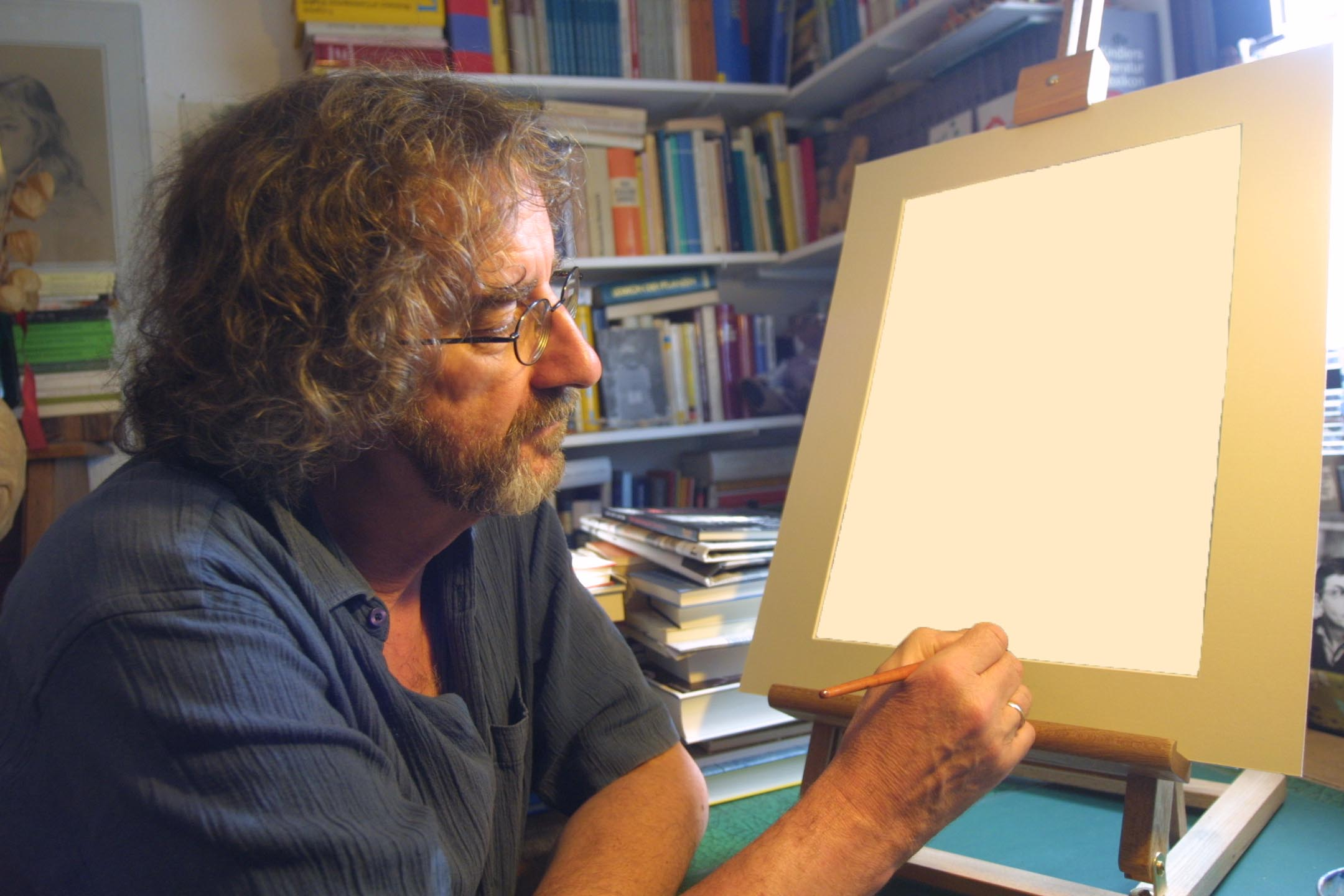

الصورة تطلق على أحد الابتكارات التي توصل إليها الإنسان ليحصل بها على شكل مماثل تماما لشيء معين عادة ما يكون جسما ماديا أو أحد الأشخاص، كما أنه يشير إلى التعامل مع الأجسام ذات بعدين (صورة).
قد تكون الصور ذات بعدين (بعد) مثل الصورة الفوتوغرافية أو أحد عروض الشاشة، كما توجد أيضا الصورة المجسمة ثلاثية الأبعاد ومن أمثلتها التماثيل (تمثال)والصور يمكن التقاطها عن طريق بعض الوسائل البصرية مثل الكاميرات والمرايا والعدسات والتلسكوبات والميكروسكوبات وغيرها من الوسائل الأخرى. كما توجد أيضا بعض الوسائل والظواهر الطبيعية التي تساعد في التقاط الصور مثل العين البشرية وظاهرة انعكاس الأشياء على أسطح المياه. ومن الممكن أيضا أن يتسع إطار مصطلح صورة ليشمل أي شكل ذي بعدين مثل الخرائط والمخططات (مخطط) والرسوم البيانية الدائرية والرسومات التجريدية. ومن خلال هذا الإطار الأوسع لمصطلح الصورة، فإن الصور يمكن نقلها أيضا يدويا وذلك عن طريق الرسم والتلوين والنحت كما يمكن أن يتم نقلها آليا عن طريق الطباعة أو تكنولوجيا الجرافيكس المستخدمة في الكمبيوتر. ويمكن تطوير الصورة من خلال استخدام مجموعة من الطرق وذلك في بعض الحالات وبخاصة الصور المزيفة.
هناك ما يعرف بالصورة المؤقتة وهي الصورة التي لا تستمر سوى لفترة قصيرة من الوقت. ويمكن أن نمثل لذلك من خلال انعكاس أحد الأجسام في المرآة أو عرض الصور المتحركة من خلال كاميرا الأوبسكورا (كاميرا الحجرة المظلمة) أو عرض أحد المشاهد عن طريق أنبوب الأشعة المهبطية. أما الصورة الثابتة والتي تعرف أيضا بالنسخة المطبوعة فهي الصورة التي يتم تسجيلها على شيء مادي مثل الورق أو النسيج وذلك عن طريق التصوير الفوتوغرافي أو إجراء بعض العمليات الرقمية.
وهناك الصورة الذهنية التي توجد في عقل الفرد نتيجة لشيء يتذكره أو يتخيله. وفي هذه الحالة، سيصبح من غير ضروري أن يكون موضوع الصورة موجودا، في الواقع، فمن الممكن أن يكون فكرة مجردة مثل المخطط البياني أو الدالة أو الوجود التخيلي لشيء ما. ويعد التطوير الذي طرأ على تكنولوجيا الأصوات الاصطناعية وفن الصوت من الأسباب التي أدت إلى إدراك احتماليات وجود صورة الصوت التي تتكون من مادة صوتية يتعذر تجزئتها دون التحليل القائم على علم الموسيقى واللغويات.

## الصور غير المتحركة
تمثل الصورة غير المتحركة صورة واحدة ساكنة، وهذا هو ما يميزها عن الصورة المتحركة. (يمكنك النظر إلى الجزء التالي)وتستخدم عبارة «الصورة غير المتحركة» في مجال التصوير الفوتوغرافي والإعلام المرئي وصناعة برامج الكمبيوتر وذلك للتأكيد على أن المقصود من الصورة هنا ليس فيلما كاملا مكون من مجموعة من الصور. كما أنها يمكن أن تستخدم في الكتابة الفنية التي بها شيء من الخبرة أو التي تفتقر إلى ذلك وذلك كأحد معايير (معيار) هذا المجال.
أفيش الفيلم هو صورة يتم التقاطها من موقع الفيلم أو البرنامج التليفزيوني أثناء الإنتاج وعادة ما يستخدم هذا الأفيش للترويج لهذا الفيلم أو البرنامج التليفزيوني.

## الصورة المتحركة
هناك أيضا ما يعرف بالصورة المتحركة والتي يمكن أن تتمثل في الأفلام السينمائية (فيلم سينمائي) أو أفلام الفيديو (فيلم الفيديو) أو أفلام الفيديو الرقمية (فيلم فيديو رقمي). ويمكن أيضا أن يتمثل هذا النوع من الصور في عرض متحرك مثل عرض ذويتروب.والحقيقة إن الصور المتحركة ما هي إلا عبارة عن صور ثابتة تم تحريكها بزمن محدد حتى نحصل على الحركة كما هو الحال في أفلام الكرتون المتحركة.

## امتدادات الصور
تختلف الصور عن بعضها في اللواحق أو الامتدادات والتي تعتبر كميزة للصور حيث إن الامتداد له علاقة مباشرة بحجم الصور، من أكثر امتدادات الصور شيوعا jpg - gif - png - bmp.
1. تنسيق GIF (Graphics Interchange Format ) وهو التنسيق الذي يتم عرض الصور من مصدرها مباشرة من خلاله، مثل الصور التي يتم استعراضها على الإنترنت، وهذا التنسيق يدعم ظهور 256لوناً فقط للصورة وبه ميزة ضغط داخلية لتقليل حجم الملفات.
2. تنسيق JPEG & TIFF. JPEG هو التنسيق الذي يتم التقاط الصور الرقمية به، ويسمح بتخزين كم أكبر من الصور في الذاكرة، وهو أيضاً شائع الاستخدام على شبكة الوب العالمية ويتميز بتحقيق التوازن بين ضغط الصورة وجودتها ويمكن تحويل التخزين لتنسيق TIFF الذي يتحمل حفظ وتحميل الصورة أكثر من مرة دون التقليل من جودتها.
3. تنسيق PNG. تم ابتكار هذا التنسيق لعرض الصور من خلال الوب وهو اختصار لجملة Portable Network Graphics وتستخدم للتعامل مع الصور ذات الأجزاء الشفافة والتي يصل حجمها لـ 24 Bit .

## الصورة الملونة
هي الصورة الرقمية التي تشمل على معلومات اللون في كل بكسل .
بالنسبة للنتائج المقبولة بصريًا، من الضروري توفير ثلاث قيم لونية لكل بكسل، والتي يتم تفسيرها على أنها إحداثيات في بعض درجات اللون. نظام الألوان RGB يستخدم عادة على شاشات الكمبيوتر، وفي أماكن أخرى تستخدم أنظمة أخرى مثل YCbCr ، HSV، تحتوي الصورة الملونة على ثلاث قيم لونية لكل بكسل وهي التي تحدد شدة الضوء ولونه. المعلومات الفعلية المخزنة في بيانات الصورة الرقمية هي معلومات السطوع ضمن كل نطاق طيفي.

نظام الألوان R G B

### تمثيل الصور الملونة
عادة ما يتم تخزين الصورة الملونة في الذاكرة كخريطة نقطية واحدة، أي صفيف ثنائي الأبعاد. أو (نادراً) كخرائط نقطية منفصلة.